# عدي الهنداوي
عدي الهنداوي (28 يوليو 1991 - ) رياضي أردني ولاعب المنتخب الوطني الأردني للملاكمة، بدأ مسيرته الرياضية كلاعب كرة قدم مع النادي الأهلي في سن الـ 14 عاماً قبل أن يتحول في عام 2008 للعب رياضة الملاكمة في نادي البقعة وفي عام 2020 تمكن الهنداوي من التأهل للمرة الأولى إلى دورة الألعاب الأولمبية (طوكيو 2020).

## مسيرته الرياضية
التحق الهنداوي بالمنتخب الوطني الأردني للمرة الأولى عام 2010 وفي عام 2014 حقق أفضل إنجازاته بحصوله على الميدالية الفضية لوزن تحت 75 كغم في دورة الألعاب الآسيوية والتي احتضنتها مدينة إنتشون الكورية الجنوبية عام 2014 حيث نجح في تحقيق 3 انتصارات على كل من النيبالي أوجار سينغ ثابا والصيني زو دي والفلبيني ويلفريدو لوبيز قبل أن يخسر في النهائي أمام بطل العالم وبطل آسيا في ذلك الوقت، الكازاخستاني زانيبيك أليمخانولي  وفي تلك النسخة حقق المنتخب الأردني للملاكمة 3 ميداليات فابالاضافة لفضية الهنداوي فقد حقق كل من اللاعبان إيهاب درويش وعبادة الكسبة الميدالية البرونزية.
وبعد ذلك تمكن عدي الهنداوي من تحقيق برونزية البطولة العربية عام 2018 وفي العام ذاته توج بالميدالية البرونزية في بطولة الجزائر الدولية.
وفي عام 2020 تمكن عدي الهنداوي من التأهل للمرة الأولى في مسيرته إلى دورة الألعاب الأولمبية (طوكيو 2020) ضمن فئة وزن تحت 81 كغم بحصوله على الميدالية البرونزية في تصفيات الملاكمة المؤهلة إلى أولمبياد طوكيو 2020 عن قارتي آسيا وأقيانوسيا والتي استضافتها العاصمة الأردنية عمان خلال الفترة من 3 إلى 11 من شهر أذار في عام 2020 وكان الهنداوي واحد من 5 لاعبين أردنيين من مرتبات الأمن العام تمكنوا من التأهل إلى أولمبياد طوكيو من خلال تلك التصفية.
وخطف عدي الهنداوي بطاقة التأهل إلى أولمبياد طوكيو بعد فوزه في نزالين على كل من لاعب ساموا الأمريكية جولاندو ، واللاعب التايلاندي يومكوت جاككابونج قبل أن يخسر في الدور نصف النهائي أمام بطل العالم 2019 الكازاخستاني بيكزاد نورداوليتوف.